# Terza generazione delle console
La terza generazione delle console per videogiochi (conosciuta anche come era degli 8-bit) è la prima dopo la crisi dei videogiochi del 1983.

## La maturità delle console 8-bit
La terza generazione iniziò nel 1983 quando, in Giappone, la Nintendo rilasciò il Famicom (abbreviazione di Family Computer), conosciuto nel resto del mondo come Nintendo Entertainment System o NES. La console Nintendo, grazie alla qualità di titoli come Super Mario Bros., Final Fantasy, The Legend of Zelda, Metroid, Mega Man, Metal Gear, Castlevania e Bomberman sarà la dominatrice del mercato (soprattutto negli Stati Uniti), sebbene altre console si ritagliarono delle nicchie di utenti. Questa generazione di console terminò nel 1995 con le dismissioni ufficiali del NES e del Sega Master System.
Il Sega Master System, lanciato nel 1985, ebbe un ottimo successo in Brasile e in Europa, dove il NES stentava ad affermarsi; anche l'Atari 7800 ebbe un buon successo, grazie al prezzo ridotto e alla retrocompatibilità con l'Atari 2600.

### Console
| Nome                     | NES/Famicom | PV-1000                           | Super Cassette Vision | SEGA Mark III/Sega Master System                                                                 | Atari 7800                                                                              |
| ------------------------ | --- | --------------------------------- | --------------------- | ------------------------------------------------------------------------------------------------ | --------------------------------------------------------------------------------------- |
| Immagine                 | |                                   |                       |                                                                                                  |                                                                                         |
| Prezzo di lancio         | ¥14,800 US$199.99 CA$240                                                                                                  | $139.99                           | N/A                   | ¥24,200 US$199.99                                                                                | US$140.00                                                                               |
| Data rilascio            | 15 luglio 1983 18 ottobre 1985 1º settembre 1986 febbraio 1986 novembre 1987                                              | ottobre 1983 1986                 | 1984                  | Giugno 1986 1987                                                                                 | Giugno 1986 1987                                                                        |
| Media                    | Cartucce (in Giappone questa console supportò anche i floppy disk)                                                        | Cartucce                          | Cartucce              | Cartucce e schede di memoria                                                                     | Cartucce                                                                                |
| Titoli più venduti       | Super Mario Bros. (incluso nella confezione), 40.23 milioni (al 1999) Super Mario Bros. 3, 18 milioni (al 21 maggio 2003) | n.d.                              | n.d.                  | Alex Kidd in Miracle World                                                                       | n.d.                                                                                    |
| Retrocompatibilità       | Nessuna | Nessuna                           | Epoch Cassette Vision | Sega SG-1000                                                                                     | Atari 2600                                                                              |
| Accessori                | - Famicom Disk System - NES Advantage - NES Satellite - NES Zapper - Power Glove - Power Pad - R.O.B.                     | n.d.                              | n.d.                  | - Light Phaser - Sega 3-D Glasses - Sega Control Stick - Sega Sports Pad - Rapid-Fire controller | - XG-1                                                                                  |
| CPU                      | Ricoh 2A03 (basato su MOS Technology 6502) 1.79 MHz (1.66 MHz PAL)                                                        | D780C-1 (Z80A) 3.579 MHz          | PD7801G 4 MHz         | NEC 780C (clone di Zilog Z80) 3.57 MHz (3.54 MHz PAL)                                            | Custom, 6502C (basato su MOS Technology 6502) 1.79 MHz                                  |
| Memoria                  | 2 KB main RAM 2 KB video RAM 256 bytes sprite RAM 28 bytes palette RAM                                                    | 2 KB + 1 KB (character generator) | 128 Bytes             | 8 KB main RAM 16 KB video RAM                                                                    | 4 KB main RAM                                                                           |
| Video                    | - 64 sprite (8 per scanline) - risoluzione: 256×240 - 13 colori simultanei su una palette di 53                           | 8 colori                          | 16 colori             | - 64 sprite (8 per scanline) - risoluzione: 256×240 - 32 colori simultanei su una palette di 64  | - sprite illimitati - risoluzione: 320×200 - 25 colori simultanei su una palette di 256 |
| Audio                    | Mono | Mono                              | Mono                  | Mono                                                                                             | Mono                                                                                    |
| Restyling/altre versioni | Nintendo Classic Mini |                                   |                       |                                                                                                  |                                                                                         |